# 2001 GO2
2001 GO2是一顆與地球共軌，也就是近地天體的小行星，是一顆阿波羅型小行星。

## 軌道
2001 GO2與地球有著1:1的軌道共振，以與地球相同的軌道繞著太陽公轉，它的軌道週期是368.95日。不像大多數的近地小行星在接近地球時只是單純的飛掠過地球，當地球從後方趕上這顆小行星時，它會暫時逗留在地球的附近。當它在地球近旁時，這顆小行星運行的軌道呈現螺旋線的模式，好像地球有一顆新的衛星圍繞著。但是，它不是真實的衛星，因為這顆小行星沒有受到地球的引力束縛，最終會離開地球，繼續環繞著太陽公轉。2001 GO2從1997年至2005年的軌道呈現螺旋線的模式，最接近地球的時間是2001年4月6日，並且要到2092年才會再接近地球。
這顆小行星可能有著馬蹄形軌道，但因為僅有5天確實的觀測資料，因此還不能完全確認。用來區分不同種類軌道的木星蒂塞朗不變數是6.033。
被地球追趕上的其它小行星，在螺旋線模式中運動的小行星還有2003 YN107、2002 AA29、和(164207) 2004 GU9。